# Marta Rosique
Marta Rosique Saltor (Barcelona, 16 de marzo de 1996) es una periodista, activista y política española, diputada en el Congreso de los Diputados por Barcelona desde mayo de 2019 en las XIII y XIV legislaturas. Es miembro de las Joventuts d'Esquerra Republicana.

## Biografía
Graduada en periodismo, posteriormente entró a estudiar ciencias políticas en la Universidad Pompeu Fabra. Fue miembro y portavoz de Universidades por la República, la plataforma estudiantil y cívica referente en la movilización de estudiantes a favor del «derecho a la autodeterminación», de la «República Catalana» y en especial del referéndum de independencia de Cataluña celebrado el 1 de octubre de 2017. Es secretaria de Política y Cooperación Internacional de las Joventuts d'Esquerra Republicana, el Jovent Republicà.
Fue candidata a las elecciones generales de abril de 2019 dentro de la lista de Esquerra Republicana de Catalunya-Sobiranistes por la circunscripción electoral de Barcelona; resultó elegida. En calidad de diputada más joven, formó parte de la Mesa de Edad en la sesión de constitución de la nueva legislatura de la cámara baja celebrada el 21 de mayo.
Repitió como candidata en las elecciones generales de noviembre de 2019 y renovó su acta como parlamentaria. Como diputada más joven, ejerció de nuevo como secretaria en la Mesa de Edad del Congreso en la sesión constitutiva de la xiv legislatura, en la que, saltándose el reglamento parlamentario, procedió a iniciar la lectura de la lista de diputados electos con los nombres de los dirigentes independentistas en prisión Oriol Junqueras, Jordi Turull, Joaquim Forn y Jordi Sànchez.